# الکسیس (آلاباما)
الکسیس (به انگلیسی: Alexis) یک منطقهٔ مسکونی در ایالات متحده آمریکا است که در آلاباما واقع شده‌است. الکسیس ۱۸۴٫۱ متر بالاتر از سطح دریا قرار دارد.